# Пиф и Еркюл
Пиф и Еркюл (на френски: Pif et Hercule) са имената на двама френски комиксови герои - кафяво-жълто куче (Пиф) и черно-бяла котка (Еркюл), които, въпреки факта, че са най-добри приятели, постоянно се карат и бият в приятелско/вражеска връзка. Персонажът Пиф е създаден от Хосе Кабреро Арнал за вестника на Френската Комунистическа Партия - „Юманите“, на 28 март 1948 г., а котаракът Еркюл е представен две години по-късно.
Приключенията на Пиф се появяват и в британския комунистически вестник – „Дневен работник“ (по-късно „Сутрешна звезда“), до средата на 70-те години на миналия век.
По-късно Пиф се сдобива и със собствено списание („Пиф джаджа“), което става много известно, като показва не само комикси, но и предлага играчка джаджа във всеки брой.
Еркюл също получава собствено списание, наречено „Супер Еркюл“, но неговата версия е по-шеговита.
Появява се и анимационен сериал в края на 80-те, продължаващ и в 90-те години на 20 век.

## Пиф и Еркюл в България
В България списанието „Pif“ излиза през 80-те години на миналия век, издава се седмично и е на френски.
Анимационният сериал върви по Канал 1 в края на 80-те и началото на 90-те години, и съвсем за кратко в началото на 21 век.Димитриев]] и Георги Джубрилов.|2023|5|23}}

## Алтернативни заглавия
- Пиф и Еркюл – (българско)
- Spiff and Hercules (английско)
- Pif le chien (френско)
- Pif und Herkules (немско)
- Pif és Herkules (унгарско)
- פיף ותלתול (Пиф Веталтол) (израелско)
- Pif i Herkules (полско)
- Spiff e Hércules (португалско)
- Pif y Hércules (испанско)
- Pif şi Hercules (румънско)
- Pif och Hercule (шведско)
- Pippo e Menelao (италианско)